# Ruina Alt-Landenberg
Ruina Alt-Landenberg este situat pe cursul râului Toss lângă comuna Bauma ZH din cantonul Zürich, Elveția.

## Istoric
Cetatea a întemeiată prin anii 1200, aparținând cavalerilor din regiune, ea va distrusă în anul 1315 în bătălia de la Morgarten de armata habsburgică, ruina va fi restituită mănăstirii din St. Gallen. In decusul timpului ruina are mai mulți proprietari, ultimii di ei fiind membri familiei „von Landenberg”. 